# Autobiographisches Gedächtnis
Der Ausdruck autobiographisches Gedächtnis bezeichnet in der Psychologie den Teil des Gedächtnisses, der autobiographische Episoden mit großer Bedeutung für das Individuum speichert. Diese werden dauerhaft behalten und bilden einen Kontext für Inhalte des episodischen Gedächtnisses. Das autobiographische und das episodische Gedächtnis haben zwar Schnittmengen, aber das episodische Gedächtnis speichert eher kurz zurückliegende, unwichtige Episoden, die vergessen oder zu semantischem Wissen werden.
Das autobiographische Gedächtnis hat essentielle individuell-persönliche und soziale Funktionen: Es ist identitätsstiftend, sinngebend, psychodynamisch, sozial-kommunikativ und nimmt wichtige direktive und handlungsanleitende Aufgaben wahr. Zudem ist es werte- und zielebestimmend und eng verknüpft mit dem Selbst. Ohne das dort gespeicherte autobiographische Wissen kann keine Kontinuität und keine Kohärenz im eigenen Leben wahrgenommen werden und keine Entwicklung von Identität stattfinden. Besonders wichtig ist das autobiographische Gedächtnis zur Bildung einer eigenen Identität.
Die autobiographischen Erinnerungen bestimmen somit, wer der Mensch und was der Mensch ist, und dieses Selbstkonzept wiederum beeinflusst, an was der Mensch sich aus unserer Vergangenheit erinnert. Das so konstruierte Selbstkonzept wiederum ist eingebettet in eigene Lebensgeschichte, die bestimmte, charakteristische Merkmale der eigenen Persönlichkeit widerspiegelt. Diese Lebensgeschichte (und das damit verbundene Selbstbild) hat überaus wichtige psychologische Bedeutung, denn erst sie macht uns zu dem, was wir sind. Das wird nicht zuletzt deutlich an Personen, die z. B. aufgrund hirnorganischer Veränderungen oder schwerer Traumata nicht mehr in der Lage sind, eine integrierte Lebensgeschichte zu bilden. Ihnen fehlt das Wissen um ihr Selbst, ihre Identität und sie sind nicht in der Lage, eine Kontinuität in ihrem Leben zu sehen.
Mit der Untersuchung des autobiographischen Gedächtnisses befasst sich die Alltagsgedächtnisforschung.

## Inhalte

### Infantile Amnesie
Das autobiographische Gedächtnis enthält in aller Regel keine Erinnerungen an die ersten drei Lebensjahre. Dieses Phänomen wird als infantile Amnesie oder Kindheitsamnesie bezeichnet.

### Reminiscence Bump
Als Reminiscence Bump (deutsch: Erinnerungshügel) wird das Phänomen bezeichnet, dass ältere Menschen sich an viele Episoden ihres Lebens aus der Zeit zwischen 10 und 30 Jahren erinnern können – besonders aus der Zeit zwischen 15 und 25 Jahren. Das Phänomen zeigt sich nicht nur als Durchschnittsergebnis, sondern auch an einzelnen Personen, das heißt, die Mehrzahl der Menschen hat aus dieser Phase die meisten Erinnerungen.
Dieser „Erinnerungshügel“ entsteht, weil sich in dieser Zeit die Identität entwickelt. Es kommt dabei zu vielen neuen Erfahrungen. Diese können, weil sie neu sind, leichter von anderen Episoden abgegrenzt werden (keine proaktive Interferenz) und werden gut enkodiert. Außerdem stabilisiert sich die Identität in diesem Alter. Das hat zur Folge, dass Erfahrungen aus dieser Zeit Modelle für die Zukunft und die Grundlage für kognitive Struktur bieten. Sie bewirken somit Neuheit und die Stabilität, dass an diese Zeit die meisten Erinnerungen bestehen.

## Exaktheit der Erinnerung
Bei der Erinnerung autobiographischer Ereignisse entstehen häufig Fehler:
- Datieren von autobiographischen Erinnerungen erfolgt anhand der Menge des noch verfügbaren Wissens, das heißt Ereignisse, über die man weniger weiß, werden als länger vergangen angesehen.
- Das frühere Selbst wird systematisch schlechter eingeschätzt als das momentane Selbst.
- Misserfolgreiche Ereignisse werden weiter in die Vergangenheit verlegt als erfolgreiche.

Die beiden letzten Erinnerungsfehler dienen dazu, eine möglichst gute Sicht des aktuellen Selbsts zu haben.

## Self-memory System von Conway und Pleydell-Pearce
Diese Theorie geht davon aus, dass die Information im autobiographischen Gedächtnis in drei verschiedenen Spezifitätsebenen gespeichert werden kann.
1. Lebensperioden enthalten thematisches Wissen über länger andauernde Episoden sowie Informationen über die Dauer dieser Episoden. (z. B. Beziehung zum Partner)
2. Allgemeine Ereignisse sind wiederholte sowie einzelne Ereignisse. Diese sind miteinander und mit den Lebensperioden verknüpft. (z. B. Besuche eines Vereins, Urlaub)
3. Das Ereignis-spezifische Wissen enthält spezifische Bilder, Gefühle und andere Details aus den allgemeinen Ereignissen.

Das autobiographische Gedächtnis ist eng  mit dem Selbst verknüpft. Das Selbst setzt Ziele und ist hierarchisch organisiert. Ein gerader aktiver Teil des Selbst verfolgt Zwischenziele, die dem Erreichen der übergeordneten Ziele des Selbst dienen. Diese aktiven Teile interagieren mit dem autobiographischen Gedächtnis. Sie bestimmen, was wichtig ist und somit behalten wird, und umgekehrt beeinflusst das autobiographische Gedächtnis natürlich auch das Selbstkonzept.
Daraus folgen zwei verschiedene Abrufstrategien:
1. Generativer Abruf: Erinnerungen werden aktiv konstruiert und es findet eine Interaktion zwischen den Zielen des Selbst und des autobiographischen Wissens statt.
2. Direkter Abruf: Erinnerungen werden ohne Einfluss des Selbst wiedergegeben. Das wird als spontane Erinnerung erlebt.

### Empirische Belege
- Für verschiedene Spezifitätsebenen: Patienten mit retrograder Amnesie konnten noch auf Lebensperioden und allgemeine Ereignisse zugreifen, allerdings nicht mehr auf ereignisspezifisches Wissen.
- Für den Einfluss des Selbst auf das autobiographische Gedächtnis: Individualistische (agentic) Personen erinnern sich eher an Ereignisse, bei denen sie aktiv waren (z. B. Erfolg), während kollektivistische (communal) Personen sich eher an beziehungsgebundene Erlebnisse (Liebe, Freundschaft etc.) erinnern. Außerdem ist beim Abruf u. a. der Frontalkortex der linken Hemisphäre aktiv, in dem das selbstbezogene Wissen vermutet wird.
- Für generativen Abruf: Autobiographische Erinnerungen werden langsamer wiedergegeben als andere Informationen (4s statt 1s). Autobiographische Erinnerungen zu zwei verschiedenen Anlässen unterscheiden sich mitunter stark.
- Für die Unterscheidung zwischen dem generativen und dem direkten Abruf: In einer Studie sollte Gruppe 1 nach spezifischen Hinweisen gezielt autobiographische Episoden wiedergeben. Gruppe 2 wurde dazu aufgefordert, unreflektiert wiederzugeben, was gerade an autobiographischen Episoden in den Sinn kam. Der direkte Abruf (Gruppe 2) führte zu mehr Erinnerungen an ereignisspezifische Episoden, während Gruppe 1 (generativer Abruf) mehr Lebensepisoden und allgemeine Ereignisse berichtete. Die Inhalte der Erinnerungen von Gruppe 2 sind ungewöhnlicher, weniger positiv und enthalten mehr körperliche Reaktionen.